# Беттовія
Беттовія (англ. Bettowia; Пташиний острів) — острів у складі архіпелагу Ґренадини, розташований в південній частині Навітряних островів, Карибського моря. Острів входить до складу держави Сент-Вінсент і Гренадини на правах залежної території.
Беттовія знаходиться у 10 км на південний схід від острова Бекія та у 8 км на північний схід від острова Мюстік.